# Gnadochaeta globosa
Gnadochaeta globosa är en tvåvingeart som först beskrevs av Townsend 1892.  Gnadochaeta globosa ingår i släktet Gnadochaeta och familjen parasitflugor. Inga underarter finns listade i Catalogue of Life.